# ゲオルク・ヒエロニュムス

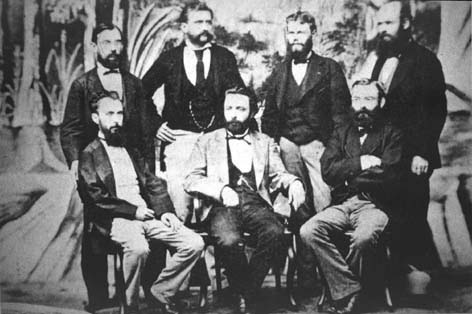
コルドバの科学アカデミーのメンバーの写真、ヒエロニュムスは後列、左端の人物

ゲオルク・ヒエロニュムス（Georg Hans Emmo Wolfgang Hieronymus、1845年2月15日 - 1921年1月18日）は、シレジア生まれでアルゼンチンで働いた植物学者である。アルゼンチンではホルヘ・イエロニムス(Jorge Hieronymus)として知られる。

## 略歴
シレジアのノイマークトに生まれた。1868年からチューリッヒやベルンで医学を学ぶが、植物学に転じ、ベルリン大学、ハレ大学で学び、1872年にハレ大学でユーフォルビアなどの研究で博士号を得た。アルゼンチンに渡ってコルドバ大学の植物学の教授を務めるパウル・ギュンター・ローレンツから助手になることを求められ、1872年9月にコルドバに渡った。
ローレンツとともに、カタマルカ、トゥクマン州、サルタ州を踏破し、ボリビアへいたる植物調査旅行を行い、16ヶ月に及ぶ調査の成果は1974年にObservaciones sobre la vegetación de la Provincia de Tucumán（「トゥクマン州の植生の観察」）として発表された。
ローレンツとともに収集した植物は、ゲッティンゲン大学のアウグスト・グリーゼバッハのもとに送られ、分類、研究され、"Symbolae ad Floram Argentinam" (1879)のタイトルで発表された。アルゼンチンの植物について記載し、ローレンツがコルドバ大学をやめた後、植物学の教授の座を引き継いだ。学生のために植物雑誌、 Revista del sistema natural de los vegetalesを創刊し、プラントル（Karl Anton Eugen Prantl）の植物学の教科書 "Curso de Botânica" を翻訳した。
1883年にアルゼンチンを離れ、ドイツに戻り、ブレスラウに住んだ。ブレスラウで隠花植物や藻類の研究を行い、アドルフ・エングラーとプラントルが編集した分類学の大著、"Die natürlichen Pflanzen familien"のいくつかの章を執筆した。1892年にエングラーが館長を務めるベルリン植物博物館の学芸員も務めた。ベルリンで没した。

## 著作
- Plantae diaphoricae florae argentinae, etc. 1882.
- Monografía de Lilaea subulata, 1882 - Lilaea subulataのモノグラフ
- Icones et descriptiones plantarum, quae sponte in Republica Argentina crescunt. etc. 1885.
- Beiträge zur Kenntnis der europäischen Zoocecidien und der Verbreitung derselben, 1890
- Observaciones sobre in vegetación de la provincia de Tucumán, Observations on vegetation found in Tucumán Province.[1]